# 小行星列表/59601-59700
| 名稱        | 臨時編號   | 發現日期      | 發現地點 | 發現者                 |
| ----------- | ---------- | ------------- | -------- | ---------------------- |
| 小行星59601 | 1999 JL63  | 1999年5月10日 | 索科罗   | 林肯近地小行星研究小组 |
| 小行星59602 | 1999 JW63  | 1999年5月10日 | 索科罗   | 林肯近地小行星研究小组 |
| 小行星59603 | 1999 JX63  | 1999年5月10日 | 索科罗   | 林肯近地小行星研究小组 |
| 小行星59604 | 1999 JQ64  | 1999年5月10日 | 索科罗   | 林肯近地小行星研究小组 |
| 小行星59605 | 1999 JZ64  | 1999年5月10日 | 索科罗   | 林肯近地小行星研究小组 |
| 小行星59606 | 1999 JK65  | 1999年5月12日 | 索科罗   | 林肯近地小行星研究小组 |
| 小行星59607 | 1999 JV65  | 1999年5月12日 | 索科罗   | 林肯近地小行星研究小组 |
| 小行星59608 | 1999 JQ66  | 1999年5月12日 | 索科罗   | 林肯近地小行星研究小组 |
| 小行星59609 | 1999 JB67  | 1999年5月12日 | 索科罗   | 林肯近地小行星研究小组 |
| 小行星59610 | 1999 JE67  | 1999年5月12日 | 索科罗   | 林肯近地小行星研究小组 |
| 小行星59611 | 1999 JY67  | 1999年5月12日 | 索科罗   | 林肯近地小行星研究小组 |
| 小行星59612 | 1999 JZ67  | 1999年5月12日 | 索科罗   | 林肯近地小行星研究小组 |
| 小行星59613 | 1999 JS68  | 1999年5月12日 | 索科罗   | 林肯近地小行星研究小组 |
| 小行星59614 | 1999 JR69  | 1999年5月12日 | 索科罗   | 林肯近地小行星研究小组 |
| 小行星59615 | 1999 JT69  | 1999年5月12日 | 索科罗   | 林肯近地小行星研究小组 |
| 小行星59616 | 1999 JY69  | 1999年5月12日 | 索科罗   | 林肯近地小行星研究小组 |
| 小行星59617 | 1999 JM70  | 1999年5月12日 | 索科罗   | 林肯近地小行星研究小组 |
| 小行星59618 | 1999 JR70  | 1999年5月12日 | 索科罗   | 林肯近地小行星研究小组 |
| 小行星59619 | 1999 JG71  | 1999年5月12日 | 索科罗   | 林肯近地小行星研究小组 |
| 小行星59620 | 1999 JY71  | 1999年5月12日 | 索科罗   | 林肯近地小行星研究小组 |
| 小行星59621 | 1999 JN72  | 1999年5月12日 | 索科罗   | 林肯近地小行星研究小组 |
| 小行星59622 | 1999 JX72  | 1999年5月12日 | 索科罗   | 林肯近地小行星研究小组 |
| 小行星59623 | 1999 JE73  | 1999年5月12日 | 索科罗   | 林肯近地小行星研究小组 |
| 小行星59624 | 1999 JS73  | 1999年5月12日 | 索科罗   | 林肯近地小行星研究小组 |
| 小行星59625 | 1999 JU73  | 1999年5月12日 | 索科罗   | 林肯近地小行星研究小组 |
| 小行星59626 | 1999 JA75  | 1999年5月12日 | 索科罗   | 林肯近地小行星研究小组 |
| 小行星59627 | 1999 JH76  | 1999年5月10日 | 索科罗   | 林肯近地小行星研究小组 |
| 小行星59628 | 1999 JP76  | 1999年5月10日 | 索科罗   | 林肯近地小行星研究小组 |
| 小行星59629 | 1999 JV76  | 1999年5月10日 | 索科罗   | 林肯近地小行星研究小组 |
| 小行星59630 | 1999 JK77  | 1999年5月12日 | 索科罗   | 林肯近地小行星研究小组 |
| 小行星59631 | 1999 JY77  | 1999年5月12日 | 索科罗   | 林肯近地小行星研究小组 |
| 小行星59632 | 1999 JZ77  | 1999年5月12日 | 索科罗   | 林肯近地小行星研究小组 |
| 小行星59633 | 1999 JC78  | 1999年5月12日 | 索科罗   | 林肯近地小行星研究小组 |
| 小行星59634 | 1999 JS79  | 1999年5月13日 | 索科罗   | 林肯近地小行星研究小组 |
| 小行星59635 | 1999 JJ80  | 1999年5月12日 | 索科罗   | 林肯近地小行星研究小组 |
| 小行星59636 | 1999 JJ81  | 1999年5月14日 | 索科罗   | 林肯近地小行星研究小组 |
| 小行星59637 | 1999 JF82  | 1999年5月12日 | 索科罗   | 林肯近地小行星研究小组 |
| 小行星59638 | 1999 JH82  | 1999年5月12日 | 索科罗   | 林肯近地小行星研究小组 |
| 小行星59639 | 1999 JS83  | 1999年5月12日 | 索科罗   | 林肯近地小行星研究小组 |
| 小行星59640 | 1999 JH84  | 1999年5月12日 | 索科罗   | 林肯近地小行星研究小组 |
| 小行星59641 | 1999 JS85  | 1999年5月10日 | 索科罗   | 林肯近地小行星研究小组 |
| 小行星59642 | 1999 JZ86  | 1999年5月12日 | 索科罗   | 林肯近地小行星研究小组 |
| 小行星59643 | 1999 JA87  | 1999年5月12日 | 索科罗   | 林肯近地小行星研究小组 |
| 小行星59644 | 1999 JS88  | 1999年5月12日 | 索科罗   | 林肯近地小行星研究小组 |
| 小行星59645 | 1999 JH89  | 1999年5月12日 | 索科罗   | 林肯近地小行星研究小组 |
| 小行星59646 | 1999 JX89  | 1999年5月12日 | 索科罗   | 林肯近地小行星研究小组 |
| 小行星59647 | 1999 JY89  | 1999年5月12日 | 索科罗   | 林肯近地小行星研究小组 |
| 小行星59648 | 1999 JA90  | 1999年5月12日 | 索科罗   | 林肯近地小行星研究小组 |
| 小行星59649 | 1999 JB90  | 1999年5月12日 | 索科罗   | 林肯近地小行星研究小组 |
| 小行星59650 | 1999 JZ90  | 1999年5月12日 | 索科罗   | 林肯近地小行星研究小组 |
| 小行星59651 | 1999 JK91  | 1999年5月12日 | 索科罗   | 林肯近地小行星研究小组 |
| 小行星59652 | 1999 JM92  | 1999年5月12日 | 索科罗   | 林肯近地小行星研究小组 |
| 小行星59653 | 1999 JZ92  | 1999年5月12日 | 索科罗   | 林肯近地小行星研究小组 |
| 小行星59654 | 1999 JB94  | 1999年5月12日 | 索科罗   | 林肯近地小行星研究小组 |
| 小行星59655 | 1999 JN94  | 1999年5月12日 | 索科罗   | 林肯近地小行星研究小组 |
| 小行星59656 | 1999 JT94  | 1999年5月12日 | 索科罗   | 林肯近地小行星研究小组 |
| 小行星59657 | 1999 JC95  | 1999年5月12日 | 索科罗   | 林肯近地小行星研究小组 |
| 小行星59658 | 1999 JE95  | 1999年5月12日 | 索科罗   | 林肯近地小行星研究小组 |
| 小行星59659 | 1999 JM95  | 1999年5月12日 | 索科罗   | 林肯近地小行星研究小组 |
| 小行星59660 | 1999 JE96  | 1999年5月12日 | 索科罗   | 林肯近地小行星研究小组 |
| 小行星59661 | 1999 JG96  | 1999年5月12日 | 索科罗   | 林肯近地小行星研究小组 |
| 小行星59662 | 1999 JN96  | 1999年5月12日 | 索科罗   | 林肯近地小行星研究小组 |
| 小行星59663 | 1999 JY96  | 1999年5月12日 | 索科罗   | 林肯近地小行星研究小组 |
| 小行星59664 | 1999 JB97  | 1999年5月12日 | 索科罗   | 林肯近地小行星研究小组 |
| 小行星59665 | 1999 JF97  | 1999年5月12日 | 索科罗   | 林肯近地小行星研究小组 |
| 小行星59666 | 1999 JH97  | 1999年5月12日 | 索科罗   | 林肯近地小行星研究小组 |
| 小行星59667 | 1999 JQ97  | 1999年5月12日 | 索科罗   | 林肯近地小行星研究小组 |
| 小行星59668 | 1999 JG98  | 1999年5月12日 | 索科罗   | 林肯近地小行星研究小组 |
| 小行星59669 | 1999 JM99  | 1999年5月12日 | 索科罗   | 林肯近地小行星研究小组 |
| 小行星59670 | 1999 JP99  | 1999年5月12日 | 索科罗   | 林肯近地小行星研究小组 |
| 小行星59671 | 1999 JW99  | 1999年5月12日 | 索科罗   | 林肯近地小行星研究小组 |
| 小行星59672 | 1999 JG100 | 1999年5月12日 | 索科罗   | 林肯近地小行星研究小组 |
| 小行星59673 | 1999 JR100 | 1999年5月12日 | 索科罗   | 林肯近地小行星研究小组 |
| 小行星59674 | 1999 JY100 | 1999年5月12日 | 索科罗   | 林肯近地小行星研究小组 |
| 小行星59675 | 1999 JC101 | 1999年5月12日 | 索科罗   | 林肯近地小行星研究小组 |
| 小行星59676 | 1999 JE101 | 1999年5月12日 | 索科罗   | 林肯近地小行星研究小组 |
| 小行星59677 | 1999 JH101 | 1999年5月12日 | 索科罗   | 林肯近地小行星研究小组 |
| 小行星59678 | 1999 JM101 | 1999年5月13日 | 索科罗   | 林肯近地小行星研究小组 |
| 小行星59679 | 1999 JM102 | 1999年5月13日 | 索科罗   | 林肯近地小行星研究小组 |
| 小行星59680 | 1999 JW102 | 1999年5月13日 | 索科罗   | 林肯近地小行星研究小组 |
| 小行星59681 | 1999 JC103 | 1999年5月13日 | 索科罗   | 林肯近地小行星研究小组 |
| 小行星59682 | 1999 JF103 | 1999年5月13日 | 索科罗   | 林肯近地小行星研究小组 |
| 小行星59683 | 1999 JQ104 | 1999年5月15日 | 索科罗   | 林肯近地小行星研究小组 |
| 小行星59684 | 1999 JB107 | 1999年5月13日 | 索科罗   | 林肯近地小行星研究小组 |
| 小行星59685 | 1999 JR108 | 1999年5月13日 | 索科罗   | 林肯近地小行星研究小组 |
| 小行星59686 | 1999 JS108 | 1999年5月13日 | 索科罗   | 林肯近地小行星研究小组 |
| 小行星59687 | 1999 JU108 | 1999年5月13日 | 索科罗   | 林肯近地小行星研究小组 |
| 小行星59688 | 1999 JO110 | 1999年5月13日 | 索科罗   | 林肯近地小行星研究小组 |
| 小行星59689 | 1999 JS111 | 1999年5月13日 | 索科罗   | 林肯近地小行星研究小组 |
| 小行星59690 | 1999 JD112 | 1999年5月13日 | 索科罗   | 林肯近地小行星研究小组 |
| 小行星59691 | 1999 JM113 | 1999年5月13日 | 索科罗   | 林肯近地小行星研究小组 |
| 小行星59692 | 1999 JC114 | 1999年5月13日 | 索科罗   | 林肯近地小行星研究小组 |
| 小行星59693 | 1999 JA116 | 1999年5月13日 | 索科罗   | 林肯近地小行星研究小组 |
| 小行星59694 | 1999 JF116 | 1999年5月13日 | 索科罗   | 林肯近地小行星研究小组 |
| 小行星59695 | 1999 JU116 | 1999年5月13日 | 索科罗   | 林肯近地小行星研究小组 |
| 小行星59696 | 1999 JW116 | 1999年5月13日 | 索科罗   | 林肯近地小行星研究小组 |
| 小行星59697 | 1999 JS117 | 1999年5月13日 | 索科罗   | 林肯近地小行星研究小组 |
| 小行星59698 | 1999 JJ118 | 1999年5月13日 | 索科罗   | 林肯近地小行星研究小组 |
| 小行星59699 | 1999 JU118 | 1999年5月13日 | 索科罗   | 林肯近地小行星研究小组 |
| 小行星59700 | 1999 JX118 | 1999年5月13日 | 索科罗   | 林肯近地小行星研究小组 |

| 上一頁： 59501-59600 | 小行星列表 59601-59700 | 下一頁： 59701-59800 |